# Merilnik hitrosti letala
Merilnik hitrosti služi merjenju hitrosti letala v smeri vzdolžne osi. Kljub vpeljavi modernih elektronskih instrumentov v letalih se za rezervo še vedno uporablja klasična izvedba merilnika hitrosti.
Deluje na principu merjenja razlike statičnega in celotnega (tj. vsote statičnega in dinamičnega (zastojnega)) tlaka. Ta dva tlaka se ločeno priključita na posebno izveden barometer, ki meri razliko celotnega in statičnega tlaka tako, da je razlika enaka dinamičnemu tlaku, ki je odvisen od hitrosti letala.
Odčitana hitrost z instrumenta ima oznako IAS (angleško: Indicated Air Speed) in zaradi sprememb gostote zraka v odvisnosti od višine in temperature ni prava hitrost. Z upoštevanjem teh sprememb se preko izračuna dobi prava hitrost TAS (angleško: True Air Speed).
Za navigacijo pa je najbolj pomembna hitrost glede na površino tal. Imenuje se potovalna hitrost oziroma Ground Speed - (kratica: GS) v angleščini. Na to hitrost vplivata tudi smer in hitrost vetra, saj je npr. pri letenju v veter indicirana hitrost višja od potovalne in obratno.
Modernejše merjenje potovalne hitrosti (pri večjih letalih) pa poteka s pomočjo GPS sistema ter sistema inercialne navigacije, s pomočjo katerih je možno določiti tudi smer in hitrost vetra.
Na skali merilnika hitrosti, ki je umerjena v km/h ali v vozlih so po navadi tudi pobarvana območja, ki za določeno letalo predstavljajo pomembne, zanj značilne hitrosti:
Z zeleno barvo je označeno območje normalne hitrosti.
Rumeno območje označuje območje previdnosti in sega do maksimalne dovoljene hitrosti (rdeča črta), ki je letalo v nobenem primeru ne sme preseči, sicer so možne poškodbe. 
Z belo je označeno območje, kjer se smejo uporabljati zakrilca.